# Vakszince
Vakszince (macedónul: Ваксинце, albánul Vaksinca) település Észak-Macedóniában, a Északkeleti körzetben, Lipkovo községben.

## Népesség
| Lakosok száma | 1432 | 1593 | 1773 | 2013 | 2095 |      | 2244 | 2479 | 1808 |
|               | 1948 | 1953 | 1961 | 1971 | 1981 | 1991 | 1994 | 2002 | 2021 |

- 2002-ben 2479 lakosa volt, akik közül 2474 albán és 5 egyéb.